# 5694 (année hébraïque)
5694 (hébreu : ה'תרצ"ד , abbr. : תרצ"ד) est une année hébraïque qui a commencé à la veille au soir du 21 septembre 1933 et s'est finie le 9 septembre 1934. Cette année a compté 354 jours. Ce fut une année simple dans le cycle métonique, avec un seul mois de Adar. Ce fut la troisième année depuis la dernière année de chemitta.

## Calendrier
Ce calendrier hébraïque de l'année 5694 donne les correspondances avec les dates du calendrier grégorien.
Le premier nombre dans chaque case correspond au jour du mois hébraïque. Les jours en couleurs sont des jours remarquables juifs .
| ◄◄ | 5694 | ►► |

## Naissances
- Sydney Pollack
- David Messas

## Décès
- Meir Shapiro
- Moshe Mordechai Epstein

5689 - 5690 - 5691 - 5692 - 5693 - 5694 - 5695 - 5696 - 5697 - 5698 - 5699